# Płóczki Górne
Płóczki Górne (niem. Ober Görisseifen) – wieś sołecka w Polsce położona w województwie dolnośląskim, w powiecie lwóweckim, w gminie Lwówek Śląski. Logo wsi przedstawia kopacza agatów.

## Położenie
Płóczki Górne są łańcuchówką leżącą wzdłuż dolnego biegu Słotwiny we Wzniesieniach Gradowskich. Ciągną się na przestrzeni 4,8 km pomiędzy Płóczkami Dolnymi na północy a Nagórzem na południu. Płóczki Górne sąsiadują z obiema tymi wsiami zabudowaniami. Sołectwo obejmuje 2089 ha, w tym 1236 ha użytków rolnych przeważających wokół wsi i 679 ha porastających wzniesienia lasów. Zabudowania wsi położone są na wysokości od 235 do 305 m n.p.m. Od zachodu i północnego zachodu Płóczki Górne osłaniają wzgórza Kozi Grzbiet i Pleban, a od wschodu i północnego wschodu Mogiła, Lipień i Kołodziej. Przez wieś prowadzi dość kręta, a w górze stroma szosa z Płóczek Dolnych do Nagórza. Przez wieś przechodzą szlaki turystyczne: zielony z Lwówka Śląskiego do Olesznej Podgórskiej i żółty z Gradówka do Pławnej.

## Przynależność administracyjna
Do połowy XVIII w. wieś należała do księstwa jaworskiego. Następnie znalazła się w powiecie bolesławiecko-lwóweckim. Po podziale tego powiatu w roku 1816 miejscowość przeszła do powiatu lwóweckiego. W latach 1954–1959 Płóczki Górne należały i były siedzibą gromady Płóczki Górne, po jej zniesieniu w Płakowice, przemianowanej w 1968 r. na gromadę Lwówek Śląski w powiecie lwóweckim. Po roku 1973 wieś znalazła się w gminie Lwówek Śląski. W latach 1975–1998 miejscowość administracyjnie należała do województwa jeleniogórskiego. Od roku 1999 Płóczki Górne są w gminie Lwówek Śląski, w powiecie lwóweckim w województwie dolnośląskim.
Do wsi należało kilka, obecnie już nieistniejących, przysiółków i majątków:
- Commende-Antheil – w środkowej części wsi, w rejonie kościoła
- Górny Pirszyn (niem. Ober Poitzenberg) – włączony później do Płóczek Dolnych
- Lindenberg
- Przegrodza[1]

## Nazwa
Nazwa wsi związana jest z poszukiwaniem złota w osadach rzecznych metodą płukania. W 1217 r. wieś (w tym czasie występowała z Płóczkami Dolnymi pod jedną nazwą) była wzmiankowana jako Gorensifen. Na przestrzeni wieków pojawiały się wersje nazwy: Gorinsyphen (rok 1241), Schorensyphen (rok 1307), Goerenssyfe (rok 1369), Jerisseifen (rok 1441), Geriss Seyffen, Gierisseiffen Commende (rok 1726), Ober Görisseifen, Königlich Görisseifen (rok 1816), Ober Görisseifen, Görisseifen Commende-Antheil (rok 1825). W 1945 r. wieś uzyskała nazwę Maltanowo, którą zmieniono w 1947 r. na Płóczki Górne.

## Historia

### Prehistoria
W Płóczkach Górnych odnaleziono ślady osadnictwa z okresu neolitu.

### Średniowiecze
Od XII wieku wydobywano tu złoto aluwialne z piasków złotonośnych. W dokumencie lokacyjnym Lwówka Śląskiego z 1217 r. Henryk I Brodaty nadawał miastu 25 łanów w Płóczkach. Mogło jednak chodzić o Płóczki Dolne.
W dokumencie datowanym na dzień św. Grzegorza 1241 r. Henryk II Pobożny potwierdził darowizny między innymi w Płóczkach, które jego ojciec Henryk Brodaty oraz biskup wrocławski Tomasz przekazali kościołowi parafialnemu w Lwówku. Kościół św. Bartłomieja w Płóczkach Górnych, będący filią lwóweckiego kościoła parafialnego, otrzymał wtedy 4 łany od księcia i 4 łany od biskupa. Majątek ten, należący do lwóweckiej komandorii joannitów, nazywano później Commende-Antheil. Z powyższego dokumentu historycy wyciągali wniosek, że kościół św. Bartłomieja powstał na początku XIII, a być może już w XII wieku. Wielkość nadań dla parafii w Lwówku Śląskim skłaniała ponadto historyków do twierdzenia, że joannici przybyli do Lwówka i objęli kościół w Płóczkach już w początkach XIII w., a nie jak się powszechnie uważa w 1281 r. Według sporządzonego 19 października 1307 odpisu dokumentu fundacyjnego klasztoru w Lubomierzu, wdowa Jutta von Liebenthal i jej synowie ofiarowali benedyktynkom między innymi dwa majątki koło Płóczek Górnych. Na tej podstawie wnioskuje się, że od 1278 r. wieś była własnością klasztorną.

### XVI – XVIII w.
W 1556 r. ewangelicy przejęli kościół św. Bartłomieja, musieli go jednak zwrócić katolikom w 1654 r. W 1726 r. chłopi w Płóczkach Górnych płacili 2721 talarów podatku. Obciążenia z komandorii kawalerów maltańskich wynosiły 145 talarów, z lenn Lindenberg i Ober Poitzenberg po 54, a z Klingenwalde 36 talarów.
Po przejęciu Śląska przez Prusy powstała ewangelicka szkoła, a 1742 r. ewangelicki, drewniany kościół. Dla upamiętnienia umieszczono w kościele obraz, na którym miejscowy chłop w ludowym stroju prosił Fryderyka II o zgodę na budowę.
W czasie wojny siedmioletniej, w 1759 r. na wzgórzu Kołodziej (niem. Friedrichshohe) stał umocniony obóz wojsk Fryderyka II. W 1909 r. postawiono tutaj głaz pamiątkowy ku czci tego króla z napisem: Zum Andenken an Friedrich den Großen, der am 10. Juli 1759 hier zum Schutze Schlesiens ein befestigtes Lager bezog. (w polskim tłumaczeniu: Dla upamiętnienia Fryderyka Wielkiego, który w tym miejscu, 10 lipca 1759 r. założył umocniony obóz dla obrony Śląska.) Na pobliskim wzniesieniu Mogiła (niem.  Taubenberge) znajdował się grób żołnierzy z czasów wojen śląskich. W 1765 r. wartość majątku benedyktynek w Płóczkach Górnych wynosiła 18 193 talarów. Zasiedlało go 40 kmieci, 62 zagrodników, 305 chałupników, 56 rzemieślników i 3 wolnych ludzi. Część kawalerów maltańskich, zarządzana przez hrabiego von Sinzendorf (lub von Zinzendorf) warta była 7396 talarów. Mieszkało w niej 3 kmieci, zagrodnik, 23 chałupników, 4 rzemieślników i 2 wolnych ludzi. Chłop nazwiskiem Stamnitz postawił w 1773 r. w majątku benedyktyńskim wiatrak. W roku 1786 w Commende-Antheil mieszkało 3 kmieci, zagrodnik i 28 chałupników. Znajdował się tam kościół katolicki i młyn wodny. W benedyktyńskiej części wsi mieszkało 43 kmieci, 181 zagrodników i 273 chałupników. Stał w niej kościół ewangelicki, dwa budynki pastorówki, szkoła ewangelicka i trzy młyny wodne. Pod koniec XVIII w. wieś była jedną z największych tak w dobrach lubomierskiego klasztoru, jak i w powiecie bolesławiecko-lwóweckim.

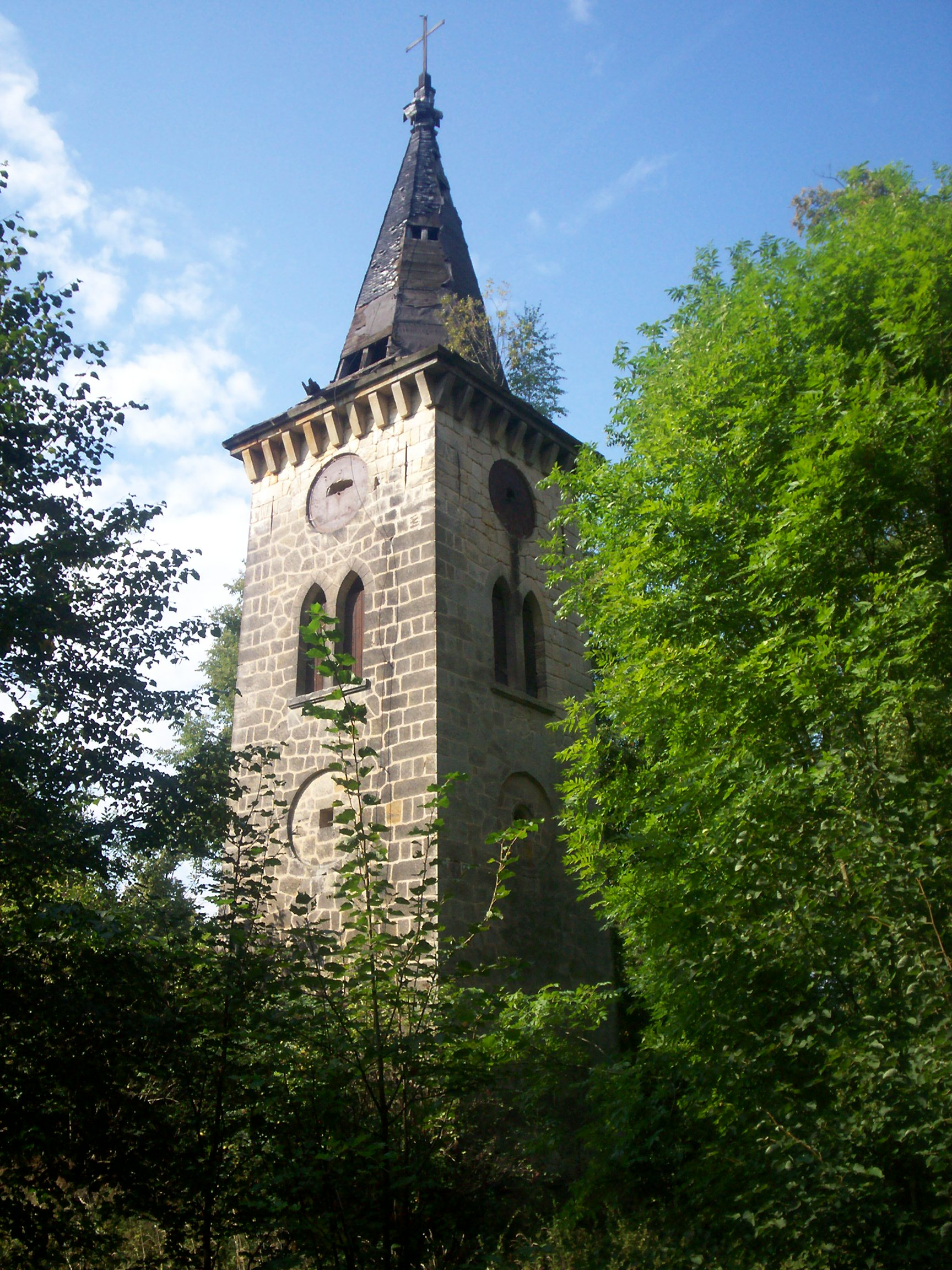
Wieża kościoła ewangelickiego

### XIX - XXI w.
W 1810 r. oba majątki zakonne zostały zsekularyzowane. Zarząd częścią benedyktyńską objął królewski urząd dzierżaw w Lubomierzu, a nadzór nad częścią maltańską rada miejska Lwówka. W 1813 r. w okolicy Płóczek Górnych stacjonowali rosyjscy i francuscy żołnierze. W 1813 r. w Commende-Antheil był kościół katolicki, filialna katolicka szkoła i 34 domy. Folwark Lindenberg był również wliczany do tej części. W dawnej części zakonnej stał ewangelicki kościół parafialny, szkoła ewangelicka z nauczycielem i dwie szkoły filialne z pomocnikiem nauczyciela, folwark, królewski posterunek celny, trzy młyny wodne i młyn do mielenia kory dębowej. W 1836 r. ostatecznie ukończono kościół ewangelicki wznosząc przy nim wieżę. W 1840 r. w katolickim kościele parafialnym odprawiano tylko dwanaście mszy w roku. Do parafii należały okoliczne wsie i kolonie. Nauczyciel ze szkoły katolickiej pracował również jako kantor i organista w kościele. W dawnej komandorii było 35 domów, 3 gospody, 5 rzemieślników i 5 handlarzy oraz Lindenberg z 2 zagrodami i młyn Süßenmühle. W dawnej części benedyktyńskiej pracowały olejarnie, młyn do mielenia kory dębowej, pięć kuźni, 3 młyny wodne, warsztaty tkackie. Bardzo wielu mieszkańców trudniło się chałupniczo przędzeniem. Wieś miała bankiera i 33 handlarzy. Hodowano 1840 owiec. 19 grudnia 1868 wieś zniszczył wielki pożar. Po pożarze liczba ludności zaczęła systematycznie spadać.
Po 1945 r. liczba ludności nadal spadała, zanikły przysiółki i kolonie. W Płóczkach Górnych działał PGR. Wieś była siedzibą gromady. Według Narodowego Spisu Powszechnego (III 2011 r.) liczyła 554 mieszkańców.

## Zabytki
Do wojewódzkiego rejestru zabytków wpisany jest:
- Romański kamienny kościół filialny pw. św. Bartłomieja wymieniony po raz pierwszy w piśmie z 1241 r. ecclesia sancti Bartholomei Gorinsyphen – z tego czasu pochodzi nawa. Przebudowany na późnogotycki około roku 1520 (wieża i prezbiterium) i rozbudowany w 1558 r., z drewnianym malowanym stropem z 1744 r. W latach 1556–1654 w rękach ewangelików. Wewnątrz 2 gotyckie rzeźby z XV wieku Madonny i św. Barbary, Sakramentarium przyścienne, 2 skrzydła malowanego tryptyku z około roku 1500, renesansowe nagrobki rycerskie z XVI-XVII w. oraz polichromowany barokowy ołtarz, ambona i prospekt organowy. Na jednym z ciosów widać znak murarski z lat 1522/1523 identyczny z tym znajdującym się na oknie lwóweckiego ratusza. Z tego czasu pochodzą ozdobione maswerkami gotyckie okna[9].
- budynek mieszkalno-gospodarczy nr 46, murowano-szachulcowy, wzniesiony po 1868 r.

inne zabytki:
- zespół dawnego kościoła ewangelickiego

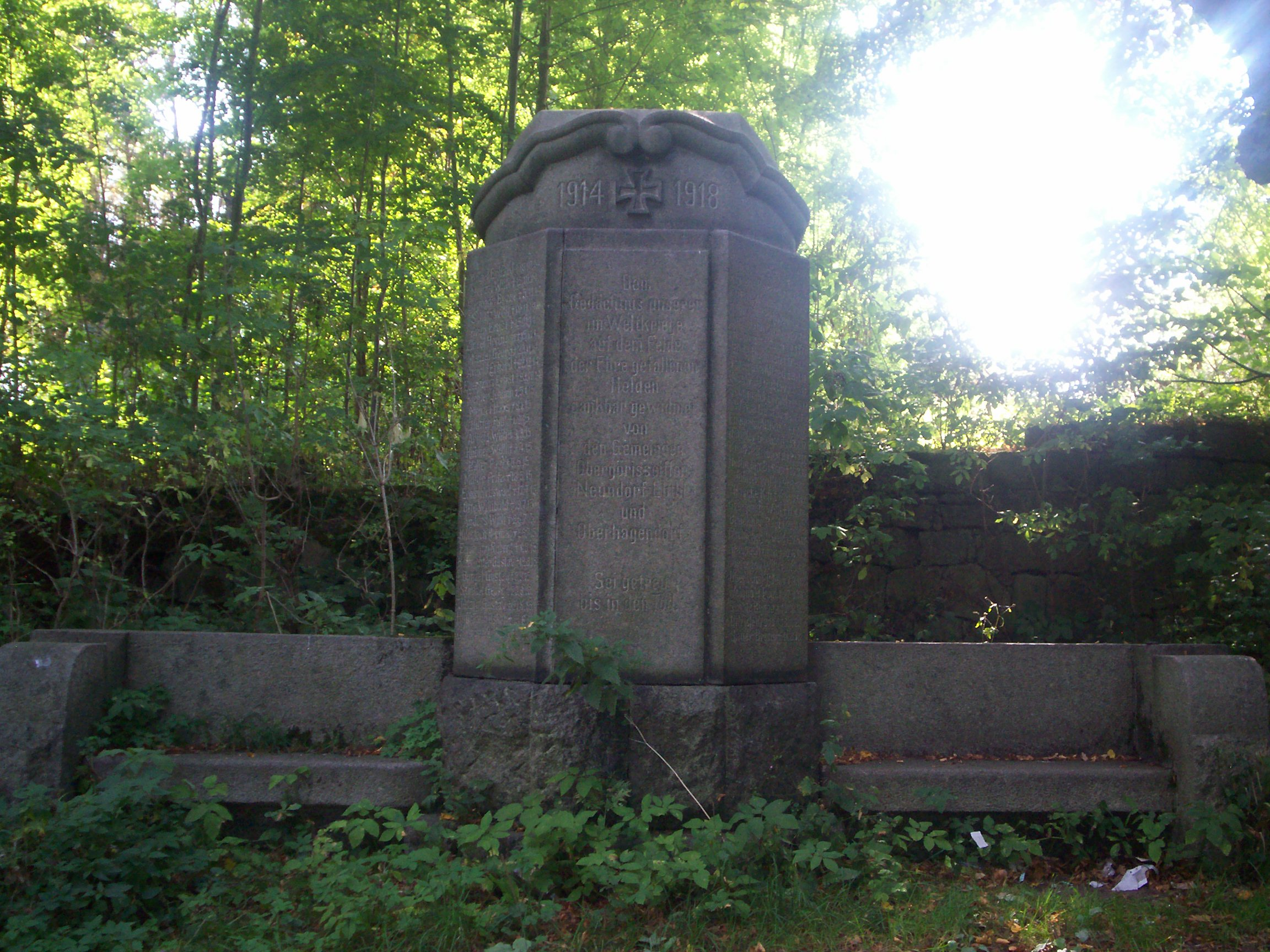
Pomnik pamięci ofiar I wojny światowej

- - sam kościół nie zachował się do naszych czasów. Został wzniesiony w latach 1741-1742. Miał konstrukcję szachulcową. Założony był na rzucie prostokąta o ściętych narożach. Miał wysoki, wielospadowy dach z lukarnami. Został uszkodzony i opuszczony w 1945 r. i rozebrany w 1960 r.
  - barokowa murowano-szachulcowa pastorówka z 1753 r.
  - wieża z 1. połowy XIX w. Została zbudowana na planie czworokąta. Ma biforyjne okna, gzyms kostkowy, stromy hełm kryty łupkiem
  - pomnik pamięci ofiar I wojny światowej
  - cmentarz z resztkami starych grobowców

- domy w Płóczkach Górnych, wzniesione w większości po wielkim pożarze 1868 r. stanowią zespół typowego, regionalnego budownictwa końca XIX i początku XX wieku. Tutejsze domy posiadają zwykle murowany parter i szachulcowe piętro. Dzielą się na część mieszkalną i gospodarczą. Szczyty mają deskowane. Niekiedy zdarzają się skromne portale[1].

## Geologia

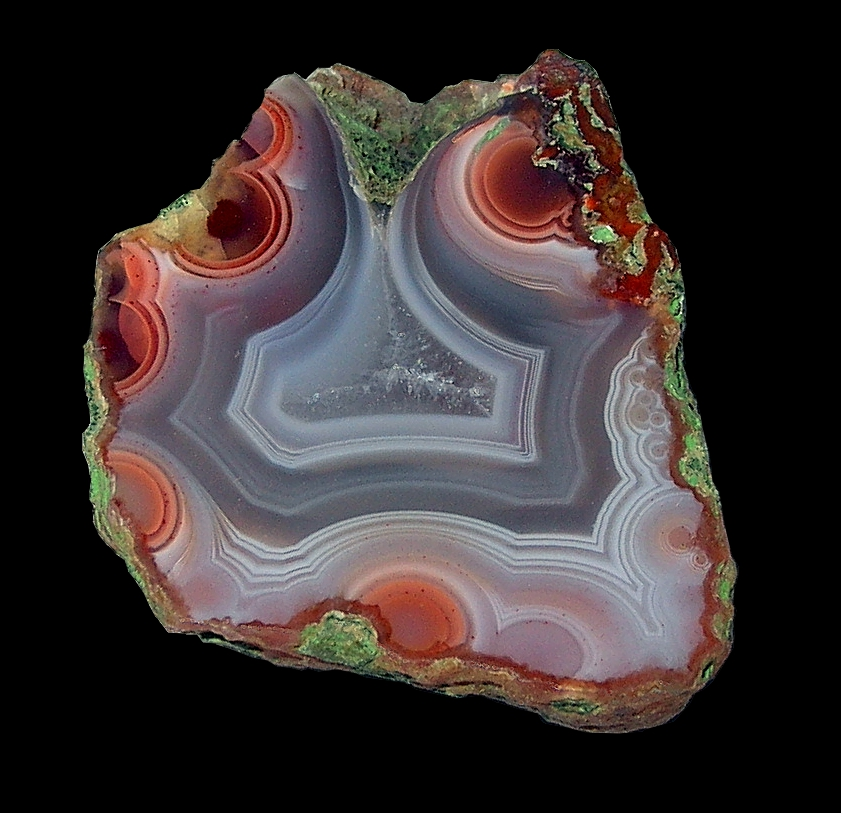
Agat z Płóczek Górnych

Wokół Płóczek Górnych występują kambryjskie łupki serycytowo-muskowitowo-chlorytowo-kwarcowe, dolnopermskie i dolnokarbońskie mułowce, piaskowce oraz trachybazalty czerwonego spągowca. Znaczenie gospodarcze mogłyby mieć soczewki wapieni i dolomitów. Złoża marmurów są szacowane na 1,5 mln t. W okolicy można spotkać agaty i ametysty. Agaty występują w obrębie serii skalnej, będącej pozostałością dawnego potoku lawowego zbudowanego z andezytów bazaltowych (w starszej literaturze zwanych melafirami) o miąższości od 50 do 200 m

## Sport i rekreacja
Od roku 2003 odbywał się doroczny Bieg Szlakiem Agatowym.